# Фан Тхань Бинь
Фан Тхань Бинь (вьет. Phan Thanh Bình; 1 ноября 1986, Лайвунг, Донгтхап, Вьетнам) — вьетнамский футболист, нападающий. Выступал за сборную Вьетнама.

## Карьера

### Клубная
Воспитанник клуба «Донгтхап». В 2003 году в 16 лет дебютировал в составе «Донгтхапа» в чемпионате Вьетнама. По итогам сезона был признан лучшим молодым футболистом страны. В 2005 году «Донгтхап» занял последнее место в V-лиге, и сезон 2006 Тхань Бинь провёл в Первом дивизионе, став в составе «Донгтхапа» его победителем. В 2009 году Тхань Бинь перешёл в «Хоангань Зялай», но заиграть в этом клубе не смог, и осенью того же года перебрался в «Донгтам Лонган».

### В сборной
В национальной сборной Вьетнама с 2003 года. Впервые отличился в матче за сборную 27 сентября 2003 года, забив два мяча в ворота сборной Непала. В 2007 году провёл 4 матча на Кубке Азии и забил гол в матче 2-го тура группового этапа с Катаром (1:1), что позволило Вьетнаму выйти в четвертьфинал. В 2008 году выиграл со сборной чемпионат АСЕАН.

## Достижения
- Победитель чемпионата АСЕАН: 2008
- Победитель Первого дивизиона Вьетнама: 2006